# Chalcionellus amoenus
Chalcionellus amoenus är en skalbaggsart som först beskrevs av Wilhelm Ferdinand Erichson 1834.  Chalcionellus amoenus ingår i släktet Chalcionellus och familjen stumpbaggar. Inga underarter finns listade i Catalogue of Life.